# Kyegegwa (district)
Kyegegwa is een district in het westen van Oeganda. Hoofdstad van het district is de stad Kyegegwa. Het district telde in 2020 naar schatting 441.000 inwoners op een oppervlakte van 1746 km².
Het district werd gecreëerd in 2009 toen het werd afgescheiden van het district Kyenjojo. Het district telt 5 sub-county's (Hapuyo, Kyegegwa, Kakabara, Mpara en Kasule), 19 gemeenten (parishes) en 261 dorpen.